# كومانا (رومانيا)
كومانا هي قرية تقع في إقليم كونستانتا في رومانيا.

## السكان
حسب إحصائيات 2004 بلغ عدد سكان القرية 1,906 نسمة.